# Понти-Алта-ду-Токантинс

Понти-Алта-ду-Токантинс на карте штата.

Понти-Алта-ду-Токантинс (порт. Ponte Alta do Tocantins) — муниципалитет в Бразилии, входит в штат Токантинс. Составная часть мезорегиона Восточный Токантинс. Входит в экономико-статистический микрорегион Жалапан. Население составляет  7 180 человек на 2010 год. Занимает площадь 6 491,125 км². Плотность населения — 1,11 чел./км².

## Демография
Согласно сведениям, собранным в ходе переписи 2010 г. Национальным институтом географии и статистики (IBGE), население муниципалитета составляет:
| Полное население                               | Полное население                               | Полное население                               | Полное население                               | 7 180 |
| ---------------------------------------------- | ---------------------------------------------- | ---------------------------------------------- | ---------------------------------------------- | ----- |
| в том числе:                                   | Городское население                            | 4 527                                          | Процент городского населения, %                | 63,05 |
|                                                | Сельское население                             | 2 653                                          | Процент сельского населения, %                 | 36,95 |
|                                                | Мужское население                              | 3 879                                          | Процент мужского населения, %                  | 54,03 |
|                                                | Женское население                              | 3 301                                          | Процент женского населения, %                  | 45,97 |
| Плотность населения, чел/км²                   | Плотность населения, чел/км²                   | Плотность населения, чел/км²                   | Плотность населения, чел/км²                   | 1,11  |
| Население муниципалитета в % к населению штата | Население муниципалитета в % к населению штата | Население муниципалитета в % к населению штата | Население муниципалитета в % к населению штата | 0,52  |

По данным оценки 2016 года население муниципалитета составляет 7 793 жителя.

## Статистика
- Валовой внутренний продукт на 2003 составляет 13.660.524,00 реалов (данные: Бразильский институт географии и статистики).
- Валовой внутренний продукт на душу населения на 2003 составляет 2.225,20 реалов (данные: Бразильский институт географии и статистики).
- Индекс развития человеческого потенциала на 2000 составляет 0,675 (данные: Программа развития ООН).

## География
Климат местности: тропический.

## Важнейшие населенные пункты
| № | Населённый пункт        | Населённый пункт (порт.) | Категория | Население чел. (2010) | На карте                        |
| - | ----------------------- | ------------------------ | --------- | --------------------- | ------------------------------- |
| 1 | Понти-Алта-ду-Токантинс | Ponte Alta do Tocantins  | город     | 4527                  | 10°44′42″ ю. ш. 47°32′15″ з. д. |
| 2 | Баррейру                | Barreiro                 | поселок   | 78                    | 10°31′13″ ю. ш. 47°30′12″ з. д. |
| 3 | Палмейрас               | Palmeiras                | поселок   | 54                    | 10°48′46″ ю. ш. 47°38′39″ з. д. |